# Rivière au Poivre
Rivière au Poivre är ett vattendrag i Kanada.   Det ligger i provinsen Québec, i den östra delen av landet, 500 km nordost om huvudstaden Ottawa. Rivière au Poivre ligger vid sjön Lac Louise.
I omgivningarna runt Rivière au Poivre växer i huvudsak blandskog. Trakten runt Rivière au Poivre är nära nog obefolkad, med mindre än två invånare per kvadratkilometer.